# Włodzimierz Jędrzejak
Włodzimierz Jędrzejak (ur. 10 sierpnia 1944 w Ostrowie Wielkopolskim) – polski przedsiębiorca, samorządowiec, w latach 2002–2010 starosta powiatu ostrowskiego.

## Życiorys
Posiada wykształcenie wyższe techniczne. Pracował w lokalnych zakładach jako specjalista od inwestycji, w Urzędzie Miejskim na stanowisku kierownika Wydziału Gospodarki Komunalnej, był Powiatowym Inspektorem Nadzoru Budowlanego w powiecie ostrzeszowskim, a także prowadził własną firmę instalacyjno-montażową. W latach 1997–1999 był kierownikiem Urzędu Rejonowego w Ostrowie Wielkopolskim, od 1999 roku jest radnym powiatu ostrowskiego. Przez dwie kadencje, w latach 2002–2010 pełnił także funkcję starosty powiatu ostrowskiego. W 2010 roku bez powodzenia kandydował na urząd prezydenta Ostrowa Wielkopolskiego.